# Загальна українська рада
Загальна Українська Рада (ЗУР) — загальноукраїнська політична організація, що постала 5 травня 1915 у Відні як розширення галицької Головної Української Ради на всі українські землі. Загальна Українська Рада мала бути репрезентацією всього українського народу під час війни, а тим самим також найвищим і єдиним українським представництвом у межах Австро-Угорщини.
До складу Загальної Української Ради входили з Галичини — 14 делегатів з Національно Демократичної Партії, 6 з радикальної, 1 соціал-демократ; з Буковини — 5 нац. демократів, 1 соціал-демократ, 1 з Української Народної Партії; з підросійської України — 3 делегати від Союзу Визволення України; разом 34 члени. Персональний склад членів часто змінювався.
Програма Загальної Української Ради: щодо українських земель під російським пануванням — самостійна українська держава, щодо українських земель Австро-Угорщини — територіально-національна автономія і об'єднання українських земель в один автономний край.
Провід у Загальній Українській Раді належав президії, до якої входили: Кость Левицький — голова, Микола Василько, Лев Бачинський (згодом Ярослав Весоловський), Микола Ганкевич (пізніше Володимир Темницький) — заступники голови, Олександер Скоропис-Йолтуховський (згодом Маркіян Меленевський) — уповноважений Союзу Визволення України, секретар В. Темницький.
Організація опікувалася правами українців, закликала їх боротися за конституційну Австро-Угорщину проти самодержавної Росії. Завдяки діяльності об'єднання з'явилася ідея створення всеукраїнського військового з'єднання. Так з'явилося перше з часів реєстрового козацтва Речі Посполитої та Російської імперії українське воєнізоване угрупування — легіон Українських січових стрільців (УСС).
Після проголошення цісарського маніфесту 4 листопада 1916 про створення польського королівства та відокремлення й широку автономію з польською перевагою Галичини в складі Австро-Угорської держави, становище Загальної Української Ради захиталося й політичний провід українського життя в Австрії перейшов до Української парляментарної репрезентації, яку очолив Юліян Романчук.